# Benjamin Glanville
Benjamin Glanville († 8. August 1774) war ein britischer Architekt. Er war vom 1. April 1731 bis zu seinem Tod Inspektor der Reparaturarbeiten (Inspector of Repairs) für die Admiralität.
Er war als Bausachverständiger und Inspekteur am Bau des Naval Victualling Office in London beteiligt. Als Bausachverständiger erstellte er 1740 die Gutachten zur Restaurierung der St. Botolphs Church in London. 1746 wurde er bei der Fertigstellung des Kirchturms von St. Mary in Rotherhithe konsultiert.